# Xã French, Quận St. Louis, Minnesota
Xã French (tiếng Anh: French Township) là một xã thuộc quận St. Louis, tiểu bang Minnesota, Hoa Kỳ. Năm 2010, dân số của xã này là 567 người.